# Borbela
Borbela é uma povoação portuguesa do Município de Vila Real, situada na margem direita do Rio Corgo e na vertente nascente da Serra do Alvão, que foi sede da extinta Freguesia de Borbela, freguesia que tinha 11,94 km² de área e 2 652 habitantes (2011). 
A Freguesia de Borbela foi extinta (agregada) pela reorganização administrativa de 2012/2013, tendo o seu território sido integrado na então criada União das Freguesias de Borbela e Lamas de Olo.
Para além da sede, a Freguesia de Borbela incluía no seu território os seguintes lugares: Bairro da Carvalha, Bairro do NORAD, Borralha, Calçada, Courelas, Cravelas de Baixo, Cravelas de Cima, Ferreiros, Flores, Fraga de Almotolia, Outeiro, Prado, Queiró e Relva.

## História
O documento mais antigo que se conhece em que se faça referência a esta freguesia data de 1086. Em 1154, Borbela foi doada por D. Afonso Henriques ao monge D. Meneses Peres.
Dois lugares desta freguesia receberam forais no século XIII: Cravelas, de D. Sancho I (1205) e D. Afonso II (4 de Novembro de 1220), e Ferreiros, de D. Sancho I (1210) e D. Afonso III (4 de Janeiro de 1258).
Borbela foi uma das freguesias que contribuiu com território para a criação (em 1960) da (entretanto extinta) freguesia urbana de Nossa Senhora da Conceição, cedendo Montezelos, São Mamede, Bairro São Vicente de Paulo, Timpeira e parte da Borralha.
Na sequência da reorganização administrativa ditada pela Lei n.º 22/2012, o território da vizinha freguesia de Lamas de Olo foi-lhe anexado, passando o conjunto a designar-se oficialmente União das Freguesias de Borbela e Lamas de Olo. Assim, "Borbela" foi de facto extinta enquanto designação oficial de freguesia.

## População
| População da freguesia de Borbela (1801–2011)                    | População da freguesia de Borbela (1801–2011) | População da freguesia de Borbela (1801–2011) | População da freguesia de Borbela (1801–2011) | População da freguesia de Borbela (1801–2011) | População da freguesia de Borbela (1801–2011) | População da freguesia de Borbela (1801–2011) | População da freguesia de Borbela (1801–2011) | População da freguesia de Borbela (1801–2011) | População da freguesia de Borbela (1801–2011) | População da freguesia de Borbela (1801–2011) | População da freguesia de Borbela (1801–2011) | População da freguesia de Borbela (1801–2011) | População da freguesia de Borbela (1801–2011) | População da freguesia de Borbela (1801–2011) | População da freguesia de Borbela (1801–2011) | População da freguesia de Borbela (1801–2011) |
| 1801                                                             | 1849                                          | 1864                                          | 1878                                          | 1890                                          | 1900                                          | 1911                                          | 1920                                          | 1930                                          | 1940                                          | 1950                                          | 1960                                          | 1970                                          | 1981                                          | 1991                                          | 2001                                          | 2011                                          |
| ---------------------------------------------------------------- | --------------------------------------------- | --------------------------------------------- | --------------------------------------------- | --------------------------------------------- | --------------------------------------------- | --------------------------------------------- | --------------------------------------------- | --------------------------------------------- | --------------------------------------------- | --------------------------------------------- | --------------------------------------------- | --------------------------------------------- | --------------------------------------------- | --------------------------------------------- | --------------------------------------------- | --------------------------------------------- |
| 823                                                              | 1 044                                         | 1 292                                         | 1 245                                         | 1 312                                         | 1 458                                         | 1 593                                         | 1 534                                         | 1 738                                         | 2 141                                         | 2 231                                         | 1 861                                         | 1 935                                         | 2 550                                         | 2 559                                         | 2 557                                         | 2 652                                         |
| Nota: a freguesia de Borbela sofreu perdas territoriais em 1960. |                                               |                                               |                                               |                                               |                                               |                                               |                                               |                                               |                                               |                                               |                                               |                                               |                                               |                                               |                                               |                                               |

| Distribuição da População por Grupos Etários em 2001 e 2011 | Distribuição da População por Grupos Etários em 2001 e 2011 | Distribuição da População por Grupos Etários em 2001 e 2011 | Distribuição da População por Grupos Etários em 2001 e 2011 | Distribuição da População por Grupos Etários em 2001 e 2011 | Distribuição da População por Grupos Etários em 2001 e 2011 | Distribuição da População por Grupos Etários em 2001 e 2011 | Distribuição da População por Grupos Etários em 2001 e 2011 | Distribuição da População por Grupos Etários em 2001 e 2011 | Distribuição da População por Grupos Etários em 2001 e 2011 |
| ----------------------------------------------------------- | ----------------------------------------------------------- | ----------------------------------------------------------- | ----------------------------------------------------------- | ----------------------------------------------------------- | ----------------------------------------------------------- | ----------------------------------------------------------- | ----------------------------------------------------------- | ----------------------------------------------------------- | ----------------------------------------------------------- |
| Idade                                                       | 0-14                                                        | 15-24                                                       | 25-64                                                       | > 65                                                        |                                                             | 0-14                                                        | 15-24                                                       | 25-64                                                       | > 65                                                        |
| 2001                                                        | 423                                                         | 363                                                         | 1.416                                                       | 355                                                         |                                                             | 16,5%                                                       | 14,2%                                                       | 55,4%                                                       | 13,9%                                                       |
| 2011                                                        | 395                                                         | 282                                                         | 1.506                                                       | 469                                                         |                                                             | 14,9%                                                       | 10,6%                                                       | 56,8%                                                       | 17,7%                                                       |

## Património Cultural
- Cruzeiro do Senhor dos Aflitos